# Église orthodoxe en France
Les diverses Églises orthodoxes (dites « des sept conciles »), présentes en France, forment une minorité religieuse.
Une bonne partie des églises dites canoniques voit ses épiscopats représentés par l'Assemblée des évêques orthodoxes de France (AEOF).

## Histoire
Au milieu du Moyen Âge, les fissures, non encore béantes, entre les deux grandes parties de l'Église indivise aboutirent, après maintes querelles et traditions se développant différemment, à la rupture de 1054. Bien que le schisme ne fut acté qu'à partir de la création, en 1099, du Patriarcat latin de Jérusalem, les Églises, qui allaient être communément appelées catholique et orthodoxe, évoluaient, à peu de chose près, dans leur propre aire géographique et avec des rites liturgiques et pratiques disciplinaires divergentes. La France, alors de tradition catholique, dut attendre le XIXe siècle et une certaine tolérance pour voir s'ériger sur son sol quelques églises et chapelles orthodoxes.
Cependant, à la faveur de faveur de vagues migratoires issues de pays d'Europe de l'Est, l'orthodoxie fleurit véritablement pendant le XXe siècle, principalement avec des populations arménienne, roumaine, grecque et russe. L'apport en clercs, intellectuels et artistes de cette dernière fut prépondérante, notamment grâce au bateaux des philosophes et à l'exil des Russes blancs ; c'est ainsi que des figures telles que Sergueï Boulgakov, Vladimir Lossky, Jean Meyendorff, Nicolas Berdiaev, Léonide Ouspensky et les frères Kovalevsky marquèrent cette orthodoxie renaissante en France. L'effervescente, qui en découla, aboutit très vite à la création, dans les années 1920, du premier institut français de théologie orthodoxe, Saint-Serge (fondé sur l'initiative du métropolite Euloge) et de la confrérie Saint-Photius, suivi d'un second institut, Saint-Denys, en 1944.

## Églises principales

### Église orthodoxe de Constantinople
- Métropole orthodoxe grecque de France
  - dont la paroisse orthodoxe géorgienne Sainte-Nino de Paris
  - dont des paroisses anciennement membres de l'Archevêché des Églises orthodoxes russes en Europe occidentale au sein du Vicariat de tradition russe, comme le Monastère orthodoxe de Bussy-en-Othe.
- Diocèse ukrainien d'Europe occidentale, siège à Londres, 2 paroisses en France[4].

### Église orthodoxe d'Antioche
- Archidiocèse orthodoxe antiochien de France et d'Europe occidentale et méridionale

### Église orthodoxe russe

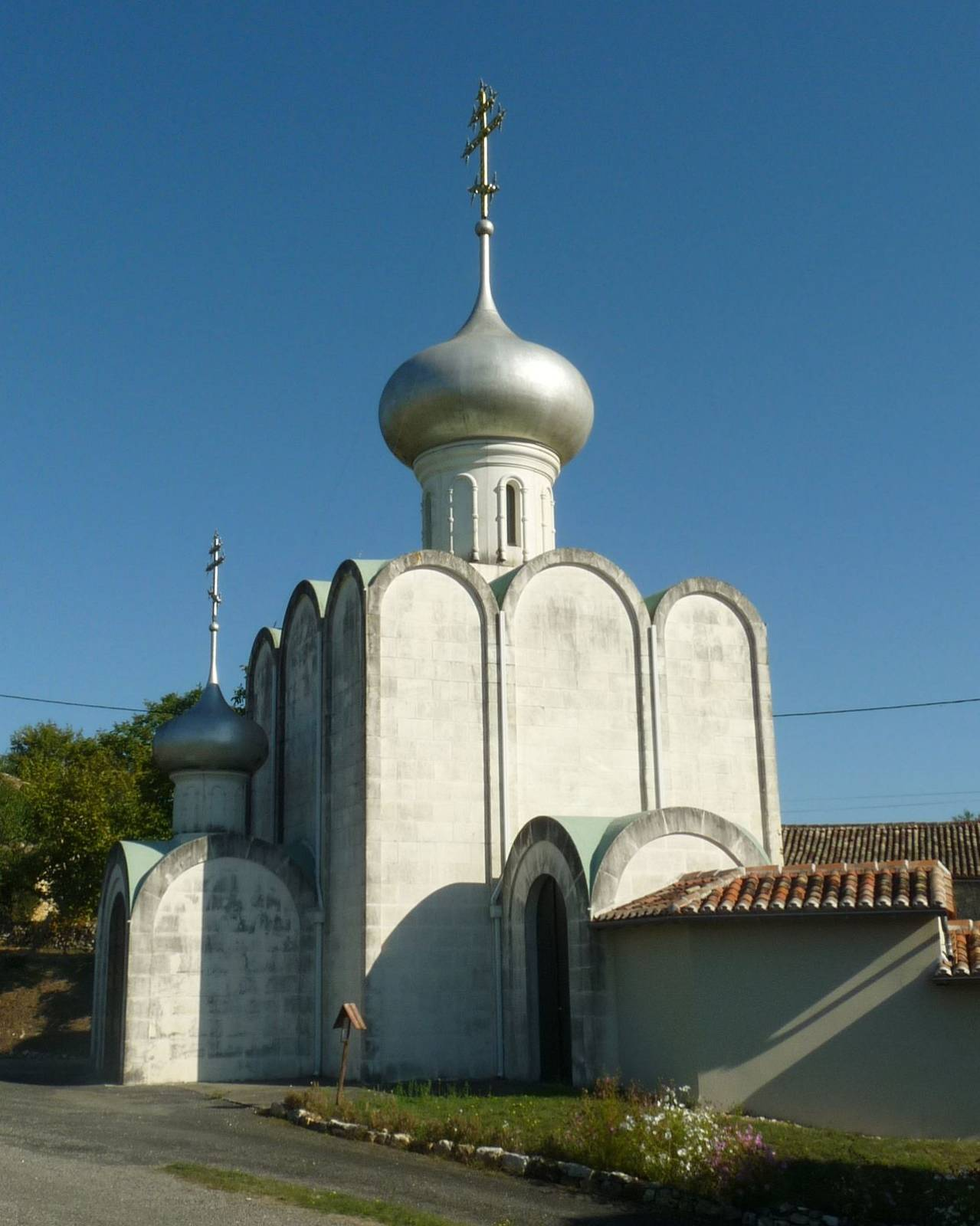
Le monastère féminin Notre-Dame-de-Chersonèse à Grassac.

- Diocèse de Chersonèse - Membre de l'Exarchat patriarcal en Europe occidentale) :

1. La cathédrale des Trois-Saints-Docteurs de Paris et la cathédrale Saint-Nicolas de Nice, et la paroisse Notre-Dame-Joie-des-Affligés-et-Sainte-Geneviève.
2. La nouvelle cathédrale de la Sainte-Trinité, sur le quai Branly à Paris, a été inaugurée le mercredi 19 octobre 2016[5],[6].

- Église orthodoxe russe hors frontières (Diocèse d'Europe occidentale[7])

- L'Archevêché des Églises orthodoxes russes en Europe occidentale (dont la cathédrale Saint-Alexandre-Nevsky de Paris, l'église Saint-Séraphin-de-Sarov, l'église Saint-Michel-Archange de Cannes depuis 2014).

### Église orthodoxe de Roumanie
- Métropole d'Europe occidentale et méridionale : une quarantaine de paroisses et plus d'une vingtaine de mission en France (2019)[8] en constante progression avec l'acquisition ou la construction de nouvelles églises comme celles de Clermont-Ferrand en novembre 2012[9] de Lyon en décembre 2018[10] de Trappes et de Palaiseau en février 2019[11],[12] ou celles en construction[13] à Montreuil et Nice[14].

### Église orthodoxe de Serbie
- Éparchie d'Europe occidentale : une vingtaine de paroisses[15] serbophones ou francophones et trois monastères dont celui de Saint-Gény à Lectoure[16].

### Église orthodoxe de Bulgarie
- Métropole d'Europe occidentale et centrale : une paroisse à Paris[17].

### Église orthodoxe de Géorgie
- Paroisse orthodoxe géorgienne Sainte-Tamar de Villeneuve-Saint-Georges.

## Églises marginales
Églises non reconnues par l'ensemble des Églises orthodoxes principales.
- Église orthodoxe russe hors frontières - synode du métropolite Agathange

L'église Saint-Nicolas à Lyon.
- Vraie Église orthodoxe russe - Synode Lazarite

Paroisses à Paris
- Église orthodoxe d'Ukraine (Patriarcat de Kiev) (Éparchie orthodoxe de Paris[19])

- Églises orthodoxes vieilles-calendaristes de Grèce

## Églises se revendiquant orthodoxes
Ces Églises affirment pratiquer l'orthodoxie de rite occidental et ne sont en communion avec aucune Église orthodoxe majoritaire.
- Église catholique orthodoxe de France (ECOF)

- Église orthodoxe celtique

- Église orthodoxe française

- Église orthodoxe des Gaules

## Médias orthodoxes français
L'espace médiatique orthodoxe français consiste surtout en en deux émissions de télévision spécialisées ainsi qu'en un site internet dédié à cette branche de la foi chrétienne.
- Orthodoxie diffusée le dimanche matin (une fois par mois) sur France 2 dans le cadre des Chemins de la foi, présentée par Jivko Panev.
- L'Orthodoxie, ici et maintenant, diffusée sur la chaîne catholique KTO.
- Le site Orthodoxie.com.